# 動起來、動起來
《動起來、動起來》是由日本配音員水瀨祈與久保百合花合唱的單曲作品，亦為2017年電視動畫節目《少女終末旅行》的開頭曲。

## 製作
《動起來、動起來》是由曾為《Fate/Grand Order》等作品提供樂曲的作曲家毛蟹創作，也是他首次替動畫節目創作的曲子。在此之前毛蟹就是《少女終末旅行》漫畫原作的愛好讀者，他對這部漫畫與一般「日常系」風格作品有所不同感到印象深刻。
在創作的重點上，主要以故事主角千都與尤莉兩人在一來一往的對話模樣來發揮。因這首歌作為動畫的開頭曲，讓毛蟹想起過去自己從事處理影片的事務，必須要將背景音樂速度與畫面內容搭配恰當的情況。
另收錄的B面歌曲《Endless Journey》，是由動畫歌曲作詞家坂井龍二，以及曾為中島愛等人提供樂曲的作曲家Tomggg合力創作。

## 收錄曲目
| 曲序     | 曲目                      |          | 作曲     | 编曲     | 时长  |
| -------- | ------------------------- | -------- | -------- | -------- | ----- |
| 1.       | 動起來、動起來            | 毛蟹     | 毛蟹     | 毛蟹     | 4:36  |
| 2.       | Endless Journey           | 坂井龍二 | Tomggg   | Tomggg   | 3:57  |
| 3.       | 動起來、動起來（旋律版）  |          | 毛蟹     | 毛蟹     | 4:36  |
| 4.       | Endless Journey（旋律版） |          | Tomggg   | Tomggg   | 3:57  |
| 总时长： | 总时长：                  | 总时长： | 总时长： | 总时长： | 17:08 |

## 評價
英國動漫新聞網站Anime UK News認為《動起來、動起來》以帶有令人歡樂、療癒的曲風，互補了《少女終末旅行》這部動畫裡原先的悠閒氣氛。另一動漫網站Honey's Anime表示此歌曲把水瀨祈與久保百合花兩人歌聲與合成音樂的混合，巧妙地表現出像是一場兩名少女穿越著已無生命跡象的人造建築世界的旅行。

## 外部連結
- 《少女終末旅行》官方網站的《動起來、動起來》單曲介紹